# Shinya Abe
Shinya Abe (en japonés: 阿部晋也, Abe Shinya; Tokoro, 6 de enero de 1980) es un deportista japonés que compite en curling. Ganó una medalla de plata en el Campeonato Pan Continental de Curling Masculino de 2024.

## Palmarés internacional
| Campeonato Pan Continental | Campeonato Pan Continental | Campeonato Pan Continental | Campeonato Pan Continental |
| Año                        | Lugar                      | Medalla                    | Prueba                     |
| -------------------------- | -------------------------- | -------------------------- | -------------------------- |
| 2024                       | Lacombe (Canadá)           | Medalla de plata           | Equipo                     |